# Фиест (Еврипид)
«Фиест» (др.-греч. Θυέστης) — трагедия древнегреческого драматурга Еврипида (V век до н. э.), сюжет которой связан с мифами о Пелопидах. Её текст почти полностью утрачен. Главный герой пьесы — сын Пелопа Фиест, который враждовал со своим братом Атреем из-за царской власти над Микенами и проклял его. Детали сюжета неясны, но антиковеды полагают, что Атрей придумал какую-то хитрость, чтобы заманить Фиеста к себе и отомстить ему за связь с его женой Аэропой — накормить его мясом собственных сыновей.
Трагедию с таким же названием написал и Софокл. Её текст тоже утрачен.